# Sandvika (stacja kolejowa)
Sandvika – stacja kolejowa w Sandvika, w regionie Bærum w Norwegii, jest oddalona od Oslo o 14 km.

## Położenie
Jest końcową stacją linii Askerbanen, ponadto leży na linii Drammenbanen. Leży na wysokości 12 m n.p.m..

## Ruch pasażerski
Stacja obsługuje bezpośrednie połączenia do Stavanger, Kristiansand, Arendal, Bergen, Flåm, Skien, Vestfold, Lillehammer, Hamar, Eidsvoll, Gardermoen, Moss, Oslo, Kongsberg, Spikkestad, Dal.
| Numer | Stacja początkowa | stacja końcowa |
| ----- | ----------------- | -------------- |
| 400   | Drammen           | Lillestrøm     |
| 440   | Skien             | Dal            |
| 450   | Kongsberg         | Eidsvoll       |
| 550   | Spikkestad        | Moss           |

Pociągi linii 400 odjeżdżają co pół godziny w szczycie i co godzinę w pozostałych porach dnia; od Asker jadą trasą Askerbanen a między Oslo a Lillestrøm jadą trasą Gardermobanen.
Pociągi linii 440 odjeżdżają co godzinę; od Asker jadą trasą Askerbanen a między Oslo a Lillestrøm jadą trasą Gardermobanen.
Pociągi linii 450 odjeżdżają co godzinę; od Asker jadą trasą Askerbanen a między Oslo a Lillestrøm jadą trasą Gardermobanen.
Pociągi linii 550 odjeżdżają co pół godziny w szczycie i co godzinę poza szczytem; od Asker jadą trasą Askerbanen.

## Obsługa pasażerów
Kasa biletowa, poczekalnie, telefon publiczny, bankomat, ułatwienia dla niepełnosprawnych, parking, parking rowerowy, kiosk, automaty z żywnością, automatyczne skrytki bagażowe, przystanek autobusowy, postój taksówek. Lotnisko oddalone o 20 minut.